# Google bomb
Google bomb – technika zasypywania wyszukiwarek internetowych linkami tak, aby określona witryna znalazła się na jak najwyższej pozycji wyszukiwań niewiążących się bezpośrednio z jej zawartością. Zabieg ten przeprowadzany jest przez internautów jako żart (w odróżnieniu od spamu umieszczanego w celach komercyjnych).
Nazwa pochodzi od nazwy wyszukiwarki internetowej Google oraz angielskiego słowa bomb oznaczającego bombę. Zgodnie z nazewnictwem, podstawowym zabiegiem, z którym wiąże się ta technika, jest zasypywanie wyszukiwarki linkami zwrotnymi do strony docelowej, umieszczonymi w różnych serwisach WWW. Linki te opisane są hasłem, na którego wyniki wyszukiwania sprawca chce wpłynąć. Takie działanie ma wprowadzić w błąd PageRank oraz podobnie działające algorytmy, które oceniają wartość witryn na podstawie prowadzących tam odnośników.
Przykładem zastosowania Google bomb było zmuszenie wyszukiwarki do wyświetlenia biogramu premiera Donalda Tuska w polskojęzycznej wersji Wikipedii po wpisaniu słowa „kłamca”.
25 stycznia 2007 Google ogłosił, że wprowadziła zmiany do algorytmu pozycjonowania wyników w celu zapobiegania tego typu nadużyciom. Ich skuteczność i niezbędność jest przedmiotem pewnej kontrowersji.